# Edir Domeneghini
Edir Pedro Domeneghini (Veranópolis, 28 de setembro de 1958) é um advogado e político brasileiro. Atualmente preside a Fundação de Proteção Especial do Rio Grande do Sul e é filiado ao União Brasil.
Em 1994, elegeu-se segundo suplente pelo PTB para senador na chapa de Emilia Fernandes. Com a renúncia da senadora para assumir a Secretaria de Estado dos Direitos da Mulher, Domeneghini tomou posse do mandato de senador em 6 de janeiro de 2003. O primeiro suplente, Luiz Antônio Tirello, preferiu manter-se com o mandato de vice-prefeito de Erechim.
O mandato de Domeneghini durou até 31 de janeiro do mesmo ano, quando encerrou-se a 51.ª legislatura do Congresso Nacional. No dia seguinte, foi indicado pelo governador Germano Rigotto para a presidência da Fundação Gaúcha do Trabalho e Ação Social (FGTAS).
De 2003 a 2011, também foi segundo suplente do senador Sérgio Zambiasi.